# Highway Rider
Albums de Brad Mehldau
Brad Mehldau Trio Live
(2008) Live in Marciac
(2011)
Highway Rider est un album du pianiste de jazz américain Brad Mehldau sorti en 2010 chez Nonesuch Records. Il est produit par Jon Brion, tout comme Largo.
Brad Mehldau a écrit les orchestrations de l'album, ce qui constituait un « challenge » pour lui. Pour cela, il a étudié beaucoup de partitions d'orchestre, celles de compositeurs romantiques tels Richard Strauss, Johannes Brahms ou Piotr Ilitch Tchaïkovski, ainsi que le travail d'arrangeurs modernes comme François Rauber (Jacques Brel) ou Bob Alcivar (Tom Waits).
La musique sur Highway Rider est construite à partir d'une mélodie simple en forme de question/réponse (que l'on entend jouée par le premier violon au début de Now You Must Climb Alone). Cette mélodie génère toutes les autres, en jouant sur des motifs, des intervalles. Brad Mehldau a déjà utilisé cette méthode de composition sur Elegiac Cycle et sur Places.

## Liste des pistes
Toute la musique est composée, arrangée et orchestrée par Brad Mehldau.
- Disque 1

| No | Titre                     | Durée |
| -- | ------------------------- | ----- |
| 1. | John Boy                  | 3:11  |
| 2. | Don't Be Sad              | 8:35  |
| 3. | At the Tollbooth          | 1:06  |
| 4. | Highway Rider             | 7:42  |
| 5. | The Falcon Will Fly Again | 8:17  |
| 6. | Now You Must Climb Alone  | 4:06  |
| 7. | Walking the Peak          | 8:00  |

- Disque 2

| No  | Titre                                | Durée |
| --- | ------------------------------------ | ----- |
| 8.  | We'll Cross the River Together       | 12:23 |
| 9.  | Capriccio                            | 5:16  |
| 10. | Sky Turning Grey (For Elliott Smith) | 6:20  |
| 11. | Into the City                        | 7:34  |
| 12. | Old West                             | 8:24  |
| 13. | Come with Me                         | 6:15  |
| 14. | Always Departing                     | 6:21  |
| 15. | Always Returning                     | 9:52  |

## Personnel
- Brad Mehldau - piano, pump organ, Yamaha CS-80, Glockenspiel, clappement de mains (sur Capriccio)
- Larry Grenadier - contrebasse, clappement de mains (sur Capriccio)
- Jeff Ballard - batterie, percussions, clappement de mains (sur Capriccio)
- Joshua Redman - saxophone soprano (sur John Boy, The Falcon Will Fly Again, Capriccio, Always Returning), saxophone tenor (sur Don't Be Sad, Highway Rider, The Falcon Will Fly Again, We'll Cross the River Together, Sky Turning Grey, Old West), clappement de mains (sur Capriccio)
- Matt Chamberlain - batterie (sur Don't Be Sad, Highway Rider, The Falcon Will Fly Again, Walking the Peak, Capriccio, Sky Turning Grey), (sur Capriccio)
- Dan Coleman - chef d'orchestre (sur John Boy, Don't Be Sad, Now You Must Climb Alone, Walking the Peak)
- Brad, Josh, Dan, Matt, Jeff et The Fleurettes - chant « la la la » (sur The Falcon Will Fly Again)